# 鬼頭莫宏
鬼頭 莫宏（きとう もひろ、1966年8月18日 - ）は、日本の漫画家、イラストレーター。愛知県出身。男性。名古屋工業大学工学部卒業。既婚。血液型はA型。神奈川県秦野市在住。趣味はバイク（自転車）、ボルダリング。
1987年『週刊少年サンデー』にてデビュー。その後、会社勤めやきくち正太のアシスタントを経て、1995年『月刊アフタヌーン』で再デビュー。代表作に『なるたる』『ぼくらの』など。特徴的な華奢な人物造形で、主に少年少女を主人公としたシリアスで陰鬱なSF作品を描く。

## 来歴

### 生い立ち
1966年、愛知県名古屋市で生まれる。幼少期は『ゴジラ』をはじめとする特撮作品の怪獣・怪人を好んで描く。小学生のころに、貝塚ひろしの空戦漫画を読んだことをきっかけに漫画を描き始める。その後小沢さとるや『宇宙戦艦ヤマト』のブームによる松本零士の影響を受ける。中学時代は同好の友人と5人ほどのグループを作り、漫画を描いて見せ合うといった生活を送る。高校時代からは戦闘機ものの作品を『週刊少年サンデー』などに投稿していたが、賞には届かなかった。SF漫画研究会に所属していた大学在学中の1987年『週刊少年サンデー』にて「残暑」が新人賞に入選、デビュー作となる（『週刊少年サンデー』1987年28号掲載）。

### 連載デビューまで
学業と並行して漫画制作を続けるもうまくいかず、卒業後は地元の自動車メーカーにエンジニアとして就職し3年間勤務するが、その後本格的に漫画を続けることを決意し退職する。同人活動を通じてやりとりのあった『週刊少年チャンピオン』の編集者を頼り上京し、その編集者の紹介できくち正太のアシスタントとなる。アシスタント業と並行して『週刊少年チャンピオン』に投稿した「三丁目交差点電信柱の上の彼女」で受賞する。しかし連載の企画が通らず「自分は少年誌に向いていない」と感じた鬼頭は、担当編集者に話を通した上で投稿先を『月刊アフタヌーン』に変える。1995年に「ヴァンデミエールの右手」がアフタヌーン四季賞の準入選となる。翌年よりこの作品を第1話とした『ヴァンデミエールの翼』を『月刊アフタヌーン』で不定期連載として開始する。これが連載デビュー作となる。

### SF作品のヒット
1998年より『月刊アフタヌーン』で『なるたる』の連載を開始。長期連載となりアニメ化されるなど、鬼頭の名を広く知らしめた出世作となる。2003年『マンガ・エロティクスF』で「誕生日の棺」を掲載。鬼頭としては読切のつもりだったが、結果的にこれを第1話とした「外殻都市」シリーズとして不定期連載を開始。また『なるたる』が完結し、それから間を置かず『月刊IKKI』2004年1月号（2003年11月発売）で『ぼくらの』を連載開始。こちらもアニメ化に加え小説化もされた人気作となる。2004年には同作の1巻と同時にデビュー作を含めた短編集『鬼頭莫宏短編集 残暑』を、2005年には同年に完結した「外殻都市」シリーズを『殻都市の夢』としてそれぞれ刊行する。翌年2006年より『マンガ・エロティクスF』で『終わりと始まりのマイルス』を連載開始。

### 頸部脊柱管狭窄症の発症と休載
長期連載だった『ぼくらの』の完結後、2009年11月より『good!アフタヌーン』で『なにかもちがってますか』を、同年12月より『イブニング』にて自転車漫画『のりりん』の連載をそれぞれ開始する。なお『のりりん』連載の準備期間中に受けたMRI検査の結果で「あなたは自転車のっちゃダメですよ」と医者から診断されたと語っており、後の2011年に自身のブログで頸部脊柱管狭窄症を患っていることを明かす。『終わりと始まりのマイルス』と合わせて3作品を同時連載していたが、2014年に『マンガ・エロティクスF』が休刊。2015年には『のりりん』『なにかもちがってますか』が共に完結する。2015年8月発売の『月刊コミック@バンチ』10月号から、戦艦が空を飛び交う架空の世界を舞台とした構想10年の戦争物語『双子の帝國』を連載開始。2017年1月からは『イブニング』にて、擬人化した中島一式戦闘機を題材にした短ページ漫画『隼ちゃんもとんでます』の連載を開始するが、同年8月ごろから前述の持病のリハビリのため『双子の帝國』『隼ちゃんもとんでます』の連載を休載している。

### 執筆活動の再開
2年ほどの連載休止期間中に『イブニング』担当編集者の勧めでネーム原作案を作り始め、2019年11月より『good!アフタヌーン』にて『能力 主人公補正』（作画：当麻）の連載を開始し、続いて翌年2020年2月より『コミックDAYS』にて『ヨリシロトランク』（作画：カエデミノル）を連載開始。なお同年5月の時点で病状は「元に戻っていない」と明かしている。同年6月、「リハビリの一環」としてTwitterアカウントを開設。2021年「5年ぶりとなる連載完全復帰作」として『くらげバンチ』にてボルダリングを題材とした『のボルダ』の連載を開始。2022年、画業35周年を迎える。短編集『姫さまのヘルメット 鬼頭莫宏短編集1987-2022』の発売と画業35周年を記念し、展示イベント「鬼頭莫宏画業35周年記念『姫さまのヘルメット 鬼頭莫宏短編集1987-2022』&『完全版 ぼくらの』 Exhibition & Collaboration cafe」を開催。

## 受賞歴
- 1987年『週刊少年サンデー』で「残暑」（鬼頭知広名義）が小学館新人コミック大賞入選。
- 1991年『週刊少年チャンピオン』で「はじめよう・僕たちの曲目-プログラム-」（鬼頭知樹名義）が新人まんが賞特別奨励賞。
- 1994年『週刊少年チャンピオン』で「三丁目交差点電信柱の上の彼女」（鬼頭真嗣名義）が新人まんが賞入選。
- 1995年『月刊アフタヌーン』で「ヴァンデミエールの右手」がアフタヌーン四季賞準入選。
- 2010年『ぼくらの』で第14回文化庁メディア芸術祭マンガ部門優秀賞を受賞[22]。

## 作品リスト

### 漫画作品
- デフォルトでの表記は発表順。他列でのソート後に再度発表順でソートするには、最左列を利用する。
- 〈種〉連載か読切かで2種に大別。
- 〈発行〉ワニマガジン社はワニ社、小学館発売 / 小学館クリエイティブ発行のものは小 / 小クと略記する。
- 〈掲載〉初出を記載。雑誌の場合は掲載誌名と号数、Webコミックの場合はサイト名と配信月、書籍の場合は書名と発行年を記載。
  - 掲載誌のソートは刊行頻度（週刊 etc.）を除いた名称で行う。
- 〈収録〉短1：『鬼頭莫宏短編集 残暑』 / 短2：『姫さまのヘルメット 鬼頭莫宏短編集1987-2022』  / 単：短編集以外への収録 / 未：単行本未収録
  - 「略号x-y」の形で示したものについては「x」は収録巻、「y」は各単行本内での収録順を示す。

|  | 連載作品 |  | 読切作品 |

|    | 作品名                               | 種   | 発行      | 掲載                                                      | 収録        | 注記                                                                                      |
| -- | ------------------------------------ | ---- | --------- | --------------------------------------------------------- | ----------- | ----------------------------------------------------------------------------------------- |
| 1  | 残暑                                 | 読切 | 小学館    | 週刊少年サンデー 1987年28号                               | 短1-1 短2-1 | デビュー作。第20回小学館新人コミック大賞入選作。掲載時は鬼頭知広名義。                    |
| 2  | 三丁目交差点電信柱の上の彼女         | 読切 | 秋田書店  | 週刊少年チャンピオン 1994年37・38合併号                   | 短1-2 短2-2 | 第42回週刊少年チャンピオン新人まんが賞入選作。掲載時は鬼頭真嗣名義。                      |
| 3  | ヴァンデミエールの翼                 | 連載 | 講談社    | 月刊アフタヌーン 1996年1月号 - 1998年1月号                | —           | 連載デビュー作。第1話「ヴァンデミエールの右手」は1995年秋のアフタヌーン四季賞準入選作品。 |
| 4  | なるたる                             | 連載 | 講談社    | 月刊アフタヌーン 1998年5月号 - 2003年12月号               | —           | アニメ化されている。第5回文化庁メディア芸術祭マンガ部門審査委員会推薦作品。               |
| 5  | 辰柰1905〜トミコローツ戰記           | 連載 | —         | 辰柰1905 インターネット・バージョン 1999年6月 - 10月      | —           | ウェブコミック。当初はロム・パッケージで出版予定だった。                                  |
| 6  | 華精荘に花を持って                   | 読切 | 講談社    | アフタヌーンシーズン増刊 2000年No.4                       | 短1-3 短2-3 |                                                                                           |
| 7  | よごれたきれいな                     | 読切 | 講談社    | 月刊アフタヌーン 2002年11月号                             | 短1-4 短2-4 |                                                                                           |
| 8  | AとR                                 | 読切 | 講談社    | ヤングマガジンGT増刊 2002年No.6                           | 短1-5 短2-5 |                                                                                           |
| 9  | パパの歌                             | 読切 | 講談社    | 週刊ヤングマガジン 2003年29号                             | 短1-6 短2-6 |                                                                                           |
| 10 | 茄子 アンダルシアの夏 制作現場訪問記 | 読切 | 講談社    | 茄子 アンダルシアの夏 アニメ＆漫画コラボBOOK（2003年7月） | —           | 黒田硫黄原作の劇場アニメの制作現場をレポートしたルポ漫画。8ページ。                       |
| 11 | 殻都市の夢                           | 連載 | 太田出版  | マンガ・エロティクスF vol.23 - vol.35                     | —           |                                                                                           |
| 12 | ぼくらの                             | 連載 | 小学館    | 月刊IKKI 2004年1月号 - 2009年8月号                        | —           | アニメ・小説化されている。第14回文化庁メディア芸術祭マンガ部門優秀賞受賞作品。            |
| 13 | 空への門                             | 読切 | 秋田書店  | ミステリーボニータ 2004年6月号                            | 単          | 原作：星新一。同名のショートショートの漫画化。                                            |
| 14 | ポチの場所                           | 読切 | 小学館    | 月刊IKKI 2004年8月号                                      | 短1-7 短2-7 |                                                                                           |
| 15 | 終わりと始まりのマイルス             | 連載 | 太田出版  | マンガ・エロティクスF vol.42 - vol.74                     | —           | 休載中。vol.74での掲載を最後にvol.88で掲載雑誌が休刊した。                                |
| 16 | 彼の殺人計画                         | 読切 | 集英社    | ジャンプスクエア 2008年5月号                              | 短2-8       | ジャンプスクエア マスターピース 2009年vol.001に再掲載。                                   |
| 17 | 風の王                               | 読切 | 集英社    | ジャンプスクエア 2009年10月号                             | 短2-9       |                                                                                           |
| 18 | なにかもちがってますか               | 連載 | 講談社    | good!アフタヌーン 2009年7号 - 2015年4月号                 | —           |                                                                                           |
| 19 | のりりん                             | 連載 | 講談社    | イブニング 2010年2号 - 2015年7号                          | —           |                                                                                           |
| 20 | 非UCIフレーム友の会へのお誘い        | 読切 | ワニ社    | 少女自転車解放区（2011年10月）                            | —           | 「女の子と自転車」をテーマにした企画本の寄稿漫画。6ページ。                               |
| 21 | えくらの                             | 読切 | 新潮社    | 月刊コミック@バンチ 2012年7月号                           | 短2-10      |                                                                                           |
| 22 | 双子の帝國                           | 連載 | 新潮社    | 月刊コミック@バンチ 2015年10月号 -                        | —           | 休載中。                                                                                  |
| 23 | 隼ちゃんもとんでます                 | 連載 | 講談社    | イブニング 2017年3号 - 2017年17号                         | —           | 休載中。2017年17号での掲載を最後に2023年6号で掲載雑誌が休刊した。                         |
| 24 | バスを釣るなら                       | 読切 | 講談社    | イブニング 2019年7号                                      | 短2-11      |                                                                                           |
| 25 | 能力 主人公補正                      | 連載 | 講談社    | good!アフタヌーン 2019年12月号 - 2021年2月号              | —           | 原作担当。作画：当麻。全15話。                                                            |
| 26 | ヨリシロトランク                     | 連載 | 講談社    | コミックDAYS 2020年2月27日 - 2021年8月26日                | —           | 原作担当。作画：カエデミノル。ウェブコミック。全33話。                                    |
| 27 | のボルダ【読切版】                   | 読切 | 新潮社    | くらげバンチ 2020年11月6日                                | 単          | 連載版を描くに至った経緯が綴られたエッセイ漫画。                                          |
| 28 | のボルダ【連載版】                   | 連載 | 新潮社    | くらげバンチ 2021年7月23日 - 2024年2月23日                | —           | ウェブコミック。全59話。                                                                  |
| 29 | 姫さまのヘルメット                   | 読切 | 小 / 小ク | 姫さまのヘルメット 鬼頭莫宏短編集1987-2022（2022年3月）   | 短2-12      | 短編集に描きおろした表題作。                                                              |

#### 同人誌参加
- 自律胴人形メーカー悲史概史（2001年『Come together』） - 同人サークル「突貫工事」（芦奈野ひとし主催）発行の同人誌に掲載。
- マジシャン（2002年『紅い牙1』） - 2002年結成のプロ漫画家サークル「紅い牙」[27]発行の同人誌に掲載。
- あまっち野球軍（2003年『紅い牙2』） - 同上
- 祭りの残照（2007年『これっくす Vol.2』） - 2ページ。一迅社がC72にて発行した同人誌に掲載。

### 書籍

#### 漫画単行本
- デフォルトでの表示は作品毎にまとめて初巻の発行順とし、短編集については最後にまとめる。他列でのソート後にデフォルトの順へと戻すには、最左列を利用する。
- 〈書名〉欄でのソート時、短編集については「鬼頭莫宏短編集」を無視する。
- 〈出版社〉小学館発売 / 小学館クリエイティブ発行のものは小 / 小クと略記する。

|  | オリジナル |  | 再出版 |  | 短編集 |

|    | 書名                                       | 出版社    | レーベル       | 発行年          | 判型 | 巻数 | 注記                                                                               |
| -- | ------------------------------------------ | --------- | -------------- | --------------- | ---- | ---- | ---------------------------------------------------------------------------------- |
| 1  | ヴァンデミエールの翼【AKC版】              | 講談社    | アフタヌーンKC | 1997年          | B6   | 2    |                                                                                    |
| 2  | ヴァンデミエールの翼【新装版】             | 講談社    | KCデラックス   | 2018年          | A5   | 1    | A5判での再出版。                                                                   |
| 3  | なるたる【AKC版】                          | 講談社    | アフタヌーンKC | 1998年 - 2003年 | B6   | 12   |                                                                                    |
| 4  | なるたる【新装版】                         | 講談社    | KCデラックス   | 2017年          | A5   | 8    | A5判での再出版。                                                                   |
| 5  | 辰柰1905～トミコローツ戰記                 | ビブロス  | —              | 1999年          | —    | 1    | 判型は170×210。ISBN 4-88271-728-X                                                  |
| 6  | ぼくらの【IC版】                           | 小学館    | IKKI COMIX     | 2004年 - 2009年 | B6   | 11   |                                                                                    |
| 7  | ぼくらの【完全版】                         | 小 / 小ク | —              | 2020年          | 四六 | 5    | 四六判での再出版。第5巻に描きおろしの前日譚を収録している。                        |
| 8  | 殻都市の夢【FC版】                         | 太田出版  | F×comics       | 2005年          | B6   | 1    |                                                                                    |
| 9  | 殻都市の夢【完全版】                       | 小 / 小ク | —              | 2024年          | 四六 | 1    | 四六判での再出版。描きおろしの新作エピソードを収録している。                       |
| 10 | 終わりと始まりのマイルス                   | 太田出版  | F×comics       | 2009年 -        | B6   | 1    |                                                                                    |
| 11 | 終わりと始まりのマイルス【完全版】         | 小 / 小ク | —              | 2024年          | 四六 | 1    | 四六判での再出版。単行本未収録話に加え、描きおろしの新作エピソードを収録している。 |
| 12 | のりりん                                   | 講談社    | イブニングKC   | 2010年 - 2015年 | B6   | 11   |                                                                                    |
| 13 | なにかもちがってますか                     | 講談社    | アフタヌーンKC | 2011年 - 2015年 | B6   | 5    |                                                                                    |
| 14 | 双子の帝國                                 | 新潮社    | BUNCH COMICS   | 2016年 -        | B6   | 3    |                                                                                    |
| 15 | 能力 主人公補正                            | 講談社    | アフタヌーンKC | 2020年 - 2021年 | B6   | 3    | 第3巻は電子書籍限定で刊行。                                                        |
| 16 | ヨリシロトランク                           | 講談社    | モーニングKC   | 2020年 - 2021年 | B6   | 3    |                                                                                    |
| 17 | のボルダ                                   | 新潮社    | BUNCH COMICS   | 2022年 - 2024年 | B6   | 4    | 第1巻に読切版を収録。                                                              |
| 18 | 鬼頭莫宏短編集 残暑                        | 小学館    | IKKI COMIX     | 2004年          | B6   | 1    | 短編集。デビュー作を含めた7編を収録。ISBN 4-09-188501-2                            |
| 19 | 姫さまのヘルメット 鬼頭莫宏短編集1987-2022 | 小 / 小ク | —              | 2022年          | 四六 | 1    | 短編集。『鬼頭莫宏短編集 残暑』所収の7編を再録。ISBN 978-4-7780-3860-1             |

#### その他書籍
- ぼくらの OFFICIAL BOOK（2008年、小学館） - 『ぼくらの』のオフィシャルファンブック
- 鬼頭莫宏イラスト&バックヤード集『ぼくらの』（2009年、小学館） - 『ぼくらの』のイラストや設定等が記載されたファンブック

### イラスト、寄稿
- 季刊コミッカーズ 2000年春号（2000年、美術出版社） - イラスト
- 僕はイーグル（2000年 - 2003年、夏見正隆著、〈トクマ・ノベルズ〉、全4巻） - 表紙イラスト、挿絵
  - 後に『スクランブル』シリーズとして改題し刊行されたが、そちらには収録されていない。また、第3巻の表紙絵のみ下記の『鬼頭莫宏イラスト&バックヤード集「ぼくらの」』に収録。
- マンガ・エロティクスF vol.19（2002年、太田出版） - カラーピンナップ
- 季刊エス 2号（2003年、飛鳥新社） - イラスト
- ファウスト vol.1 - vol.3（2003年 - 2004年、講談社）
  - 佐藤友哉の短編小説『赤色のモスコミュール』『黒色のポカリスエット』『虹色のダイエットコカコーラレモン』の挿絵
  - 『灰色のダイエットコカコーラ』として単行本化と文庫化がされているが、どちらにも収録されていない。
- 茜のフライトログ（2004年、夏見正隆著、〈トクマ・ノベルズ〉） - 表紙イラスト、挿絵
- コレックス Vol.1（2006年、一迅社） - イラスト1枚。C70にて発行された同人誌に掲載。
- ぼくらの〜alternative〜（2007年 - 2008年、大樹連司著、〈ガガガ文庫〉、全5巻） - 原作、表紙イラスト、挿絵
- 勇者と探偵のゲーム（2009年、大樹連司著、〈一迅社文庫〉） - 表紙イラスト、挿絵
- マンガ・エロティクスF vol.59（2009年、太田出版） - 寄稿イラスト（『青い花』トリビュート企画）
- 敷居の住人[新装版] 第5巻（2009年、志村貴子著、〈ビームコミックス〉） - 特別寄稿（1ページ漫画）
- 別冊少年マガジン2010年4月号（2010年、講談社）
  - 最果タヒの連載詩『空が分裂する』の一篇『たくさんの殺せ』の挿絵（2ページ）
  - 『空が分裂する』（2012年、講談社 ISBN 978-4-06-364898-0）収録、『空が分裂する』（2015年、〈新潮文庫nex〉 ISBN 978-4-10-180046-2）再録
- 少女自転車解放区（2011年、ワニマガジン社） - イラスト、所持する自転車の写真、6ページ漫画
- Ham The Power（2013年、オリジナルTシャツブランド yonpo） - Tシャツイラスト
- ロゲイニング丹沢・大山（2017、2018年、秦野市と秦野市観光協会主催のロゲイニングイベント） - オリジナルグッズのイラスト（ランチバッグ、手ぬぐい、クリアファイル）[33]
- ビッグコミックオリジナル2020年14号（2020年、小学館）- 寄稿イラスト(ジョージ秋山追悼企画。『ザ・ムーン』のキャラクター、カテイカのイラスト。)
  - 『漫画家本 ジョージ秋山本』（2021年、小学館 ISBN 978-4-09-850349-0）収録
- はだの丹沢クライミングパーク（2020年、秦野市のボルダリングジム） - キャラクターデザイン[34]
- 消費にまつわるえと（干支）セトラ（2020年、秦野市発行の高齢者向け消費トラブル防止・エシカル消費啓発パンフレット） - 干支の鼠・丑をイメージしたキャラクターのイラスト[35]
- 『刀剣乱舞-ONLINE-絆』アンソロジーポストカードブック（2021年） - イラスト（鶴丸国永、次郎太刀）

### その他
- 家庭教師アドベンチャー2 季節が彼女を連れていく（1989年、サークルマイクロはげチャビン） - 同人ゲーム原画、ものみち湖名義 ※公式ホームページで原画が公開されていた。
- RIDEBACK（2003年 - 2008年、カサハラテツロー著、『月刊IKKI』） - 新型RIDEBACK「SCROBO」（スクロボ）のデザイン提供（後に本編にも登場する）。
- ヱヴァンゲリヲン新劇場版:破（2009年、劇場アニメ） - デザインワークスとして参加。第3使徒のデザインを手がけている。
- デビルサバイバー2（2011年、アトラス、ニンテンドーDS用ゲームソフト） - セプテントリオン[1]、龍脈の龍、ポラリスのデザイン
- だしとりサンエース（2019年、不織布メーカー三景） - キャラクターデザイン[36]
- 秦野eスポーツ協会のマスコットキャラクター（2021年） - キャラクターデザイン[37]